# 가이타촌
가이타촌(香井田村)은 일본 후쿠오카현 구라테군에 있던 촌이다. 현재의 미야와카시에 해당한다.

## 역사
- 1889년 4월 1일 - 정촌제 시행에 의해 구라테군 가이타촌이 성립하였다.
- 1927년 4월 일 - 미야타정에 편입해 폐지되었다.

## 참고문헌
- 角川日本地名大辞典 40 福岡県
- 『市町村名変遷辞典』東京堂出版、1990年。